# Giorgio Dante

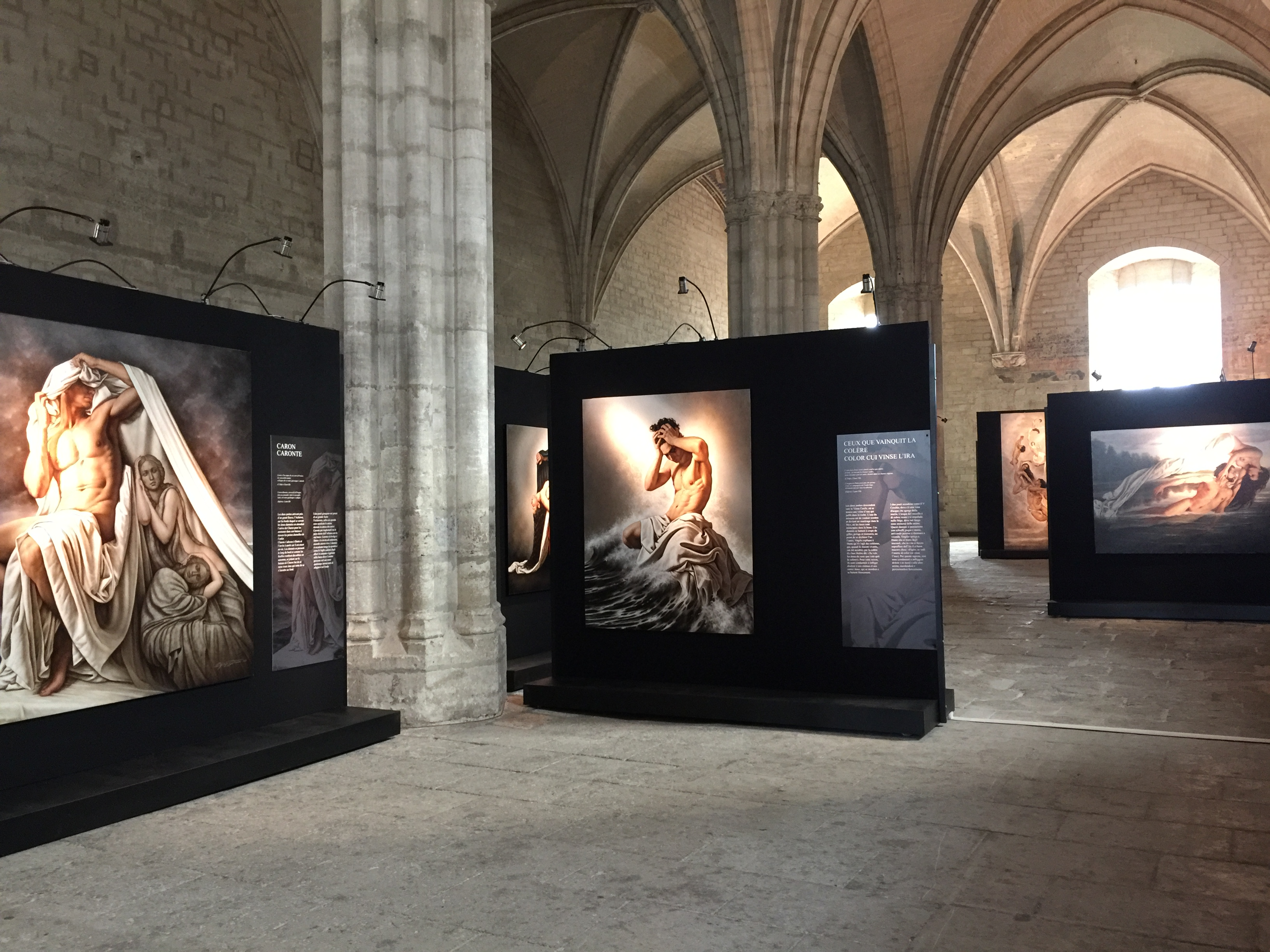
Esposizione Les Ténèbres et la Lumière di Giorgio Dante al Palazzo dei Papi di Avignone, 2021

Giorgio Dante (Milano, 7 marzo 1982) è un pittore italiano.

## Stile
Giorgio Dante dipinge secondo la tradizione della pittura figurativa realista, con riferimenti al Surrealismo.

## Biografia
Formatosi presso l'Accademia di Belle Arti di Roma, si dedica allo studio dei maestri del passato quali Leonardo da Vinci, Michelangelo Buonarroti e Raffaello Sanzio, maturando una tecnica pittorica focalizzata sulla pittura europea del XIX secolo.
Dopo gli studi, l'artista espone in Italia e all'estero.
Nel 2013 il Museo Europeo di Arte Moderna di Barcellona (MEAM) acquisisce e musealizza l'opera Atlante e, nel 2015, è uno dei vincitori internazionali della Bioethics Art Competition della Cattedra in Bioetica e Diritti umani dell'UNESCO, con il dipinto The Healing Gift.
In occasione del settimo centenario dalla morte di Dante Alighieri, il Consolato Generale d’Italia a Marsiglia chiama il pittore a rendere omaggio alla Divina Commedia, all'interno del programma Dante 700 nel mondo del Ministero degli affari esteri e della cooperazione internazionale, realizzando nel 2021 l'esposizione personale Les Ténèbres et la Lumière presso il Palazzo dei Papi di Avignone. La mostra prosegue nel 2022 al Castello di Castries, sempre in Francia.